# Shiogama

Shiogama (塩竈市 sau 塩釜市 Shiogama-shi?) este un municipiu din Japonia, prefectura Miyagi.